# Masečín
Masečín je vesnice v okrese Praha-západ, je součástí obce Štěchovice. Nachází se asi 1,7 km na západ od Štěchovic. Je zde evidováno 815 adres. Na západě Masečína se nachází vrch Chlumka (406 m n. m.) a na severu Žižkův vrch (386 m n. m.).

## Historie
První písemná zmínka o vesnici pochází z roku 1310.

## Osobnosti
- František Frištenský (1887–1965), zápasník a sedlák. Bratr Gustava Frištenského. V Masečíně žil s rodinou v letech 1952 až 1960.[4]